# Стојче
„Стојче” је југословенски и македонски ТВ филм из 1981. године. Режирао га је Љубиша Георгијевски а сценарио је написао Братислав Димитров.

## Улоге
| Глумац             | Улога                 |
| ------------------ | --------------------- |
| Братислав Димитров | Стојче                |
| Петар Мирчевски    |                       |
| Петре Прличко      |                       |
| Ацо Стефановски    |                       |
| Владимир Светиев   |                       |
| Љупцхо Тодоровски  | Љубовникот на Амелија |